# Robi Botos
Robi Botos (Nyíregyháza, 1978) is een uit Hongarije afkomstige Canadese jazzmuzikant (piano, toetsen) en componist.

## Biografie
Botos groeide op in een muzikale Roma-familie in Boedapest. Zijn muzikale carrière begon als kind. Hij speelde vervolgens als autodidact drums en percussie. Op 7-jarige leeftijd kreeg hij voor de eerste keer pianoles. Al een jaar later gaf hij concerten in heel Hongarije. In 1998 emigreerde hij wegens politieke redenen naar Canada.
Na een optreden tijdens het pianoconcours van het Montreux Jazz Festival in 2004, waar hij de eerste prijs won, werd Oscar Peterson zijn mentor. Botos werkte met Branford Marsalis, Chaka Khan, Al Jarreau, Christian McBride, Terri Lyne Carrington, Joey DeFrancesco en Steve Gadd en was sinds 2000 betrokken bij projecten van Kenny Barron, Chick Corea, Bill Charlap, Benny Green, Tony Lakatos, Michel Legrand en Dave Young.
Botos verenigd in zijn eigen muziek de traditie van de Roma en de Hongaarse volksmuziek met de modern jazz. Als componist schreef hij sinds 2011 filmmuziek, aanvankelijk voor Aaron Yegers documentaire A People Uncounted, in 2018 voor de komedie The Weekend van Stella Meghie.
Botos heeft meerdere albums opgenomen onder zijn eigen naam. In 2016 won hij de Juno Award voor zijn trioalbum Movin' Forward. In 2019 werd zijn soloalbum Old Soul eveneens onderscheiden met een Juno Award.

## Discografie
- 2005: One Take, Volume 2
- 2009: Christmas Eve
- 2010: One Take, Volume 4
- 2011: Place to Place
- 2013: Friday Night Jazz
- 2015: Movin' Forward (met Seamus Blake, Robert Hurst, Jeff 'Tain' Watts)
- 2018: Old Soul

- Gemeinsame Normdatei: 1023006251
- International Standard Name Identifier: 0000 0000 7490 8530
- Library of Congress Control Number: no2012095436
- MusicBrainz: 2ebca147-70f2-4df1-ba03-14ad7408b84a
- Virtual International Authority File: 106651660
- WorldCat: E39PBJqKcRpCWBgKFdF8XMrcyd